# Organ Pipe Cactus National Monument

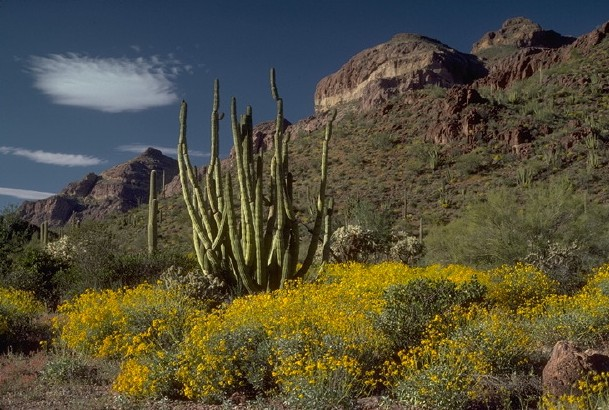
Organ Pipe Cactus National Monument

Organ Pipe Cactus National Monument – amerykański pomnik narodowy, znajdujący się w stanie Arizona. Jest on jedynym obszarem naturalnego występowania kaktusów z gatunku Stenocereus thurberi na terenie Stanów Zjednoczonych. Powierzchnia parku wynosi 1 338,25 km².
Pomnik został ustanowiony przez prezydenta Franklina Delano Roosevelta decyzją z 13 kwietnia 1937 roku. W 1976 roku ustanowiono na jego obszarze rezerwat biosfery UNESCO. Jak wiele innych pomników narodowych zarządzany jest przez National Park Service.